# 窰洞

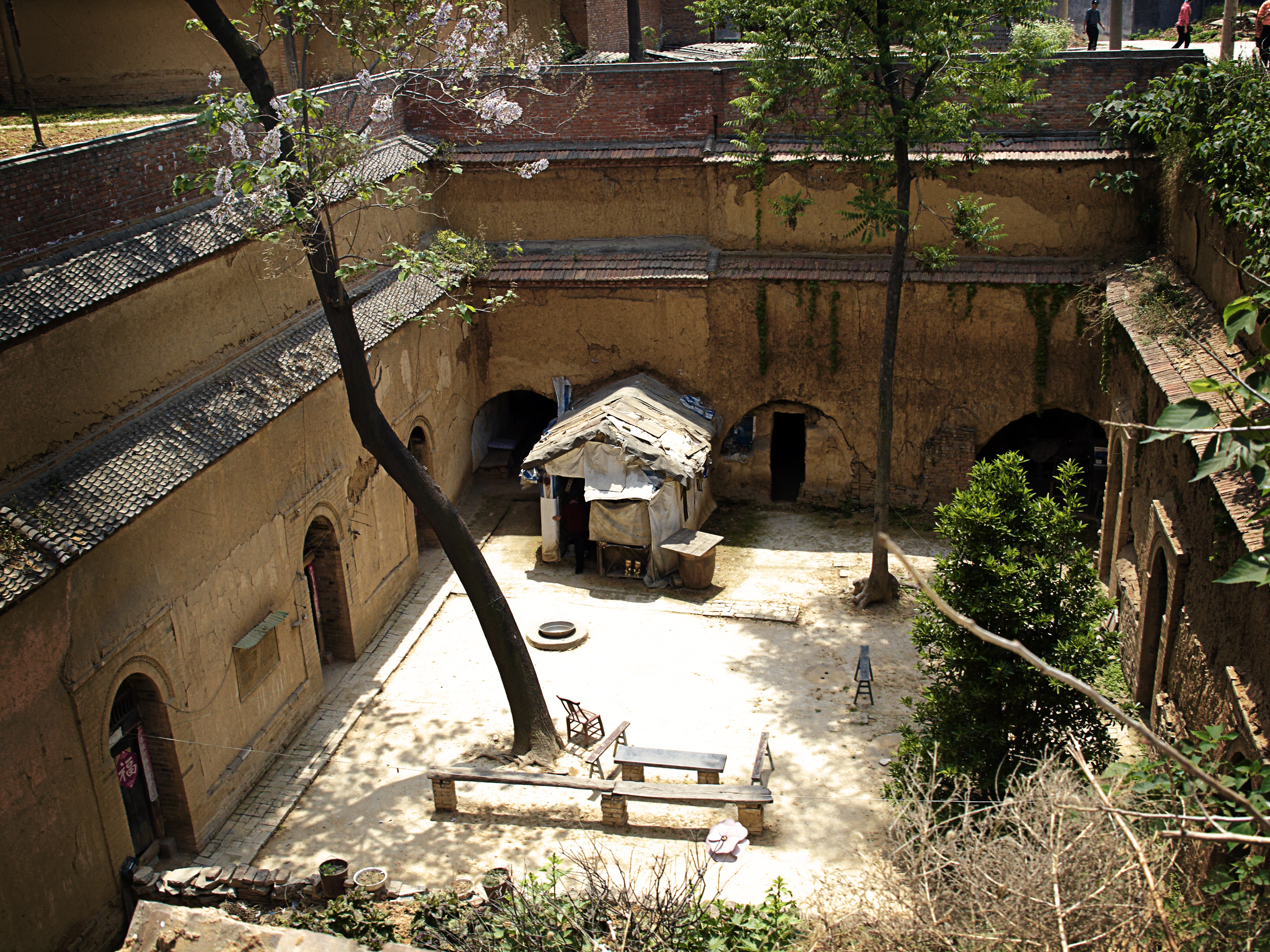
河南省の窰洞（地坑式）

窰洞（ヤオトン、窯洞）は、中国の陝西省北部、甘粛省東部、山西省中南部、河南省西部の農村に普遍的に見られる住宅形式である。地坑院（ちこういん）とも言われる。黄土高原の表土である沈泥は、柔らかく、非常に多孔質であるために簡単に掘り抜くことができ、約1千万人の人々が崖や地面に掘った穴を住居として利用している。

## 概要
窰洞は穴を掘ることで作られる住宅であり、主に2つのタイプがある。
洞穴式靠崖（カオヤー）式ともいう、山の斜面や崖を横に掘り進めて作るタイプ。洞穴は長方形で、幅は3 - 4メートル、奥行きは10メートル前後である。天井はヴォールト形状で頂点から地面まで3メートルの高さがある。
地坑式地井式、下沈（シャーチェン）式とも呼ばれる。地面を1辺の長さ15メートル、深さ7 - 8メートルほど掘り下げ、各辺に3つの洞穴が横に並ぶ形で四方に横穴を掘り四合院を形成する。地表部の縁には落下防止の欄干があり、竪穴の底とL字型の階段で通じている。天井院とも呼ばれる中庭は、四合院と同様に舗装面と排水溝を設け、草木を植えるなど憩いの場として利用される。中庭は四方位を意識して必ず東西南北と正対させて作られ、一番日当たりの良い北面に年長者の居室、東西に息子達の居室が割り当てられ、南面に畜舎や便所が配置される。
河南省近辺の地坑式窰洞は陝西省以西よりも温暖多雨であるため、窰洞の外側は雨水による浸食を防止するために石や磚で外壁が作られ、上部の四辺に水切りの庇が巡らされるため、住居の輪郭がはっきりとしている。対して、陝西省以西の乾燥した地域の地坑式窰洞は水切りの庇が無く、外壁も藁を混入した黄土で塗り固めた柔らかなテクスチャーを持つ。家族が増えて窰洞が手狭になった場合、東部では別な場所に新たな窰洞を掘るが、西部では同じ場所の中庭を拡張し、壁面をセットバックさせる。
横穴にも東部と西部でそれぞれ特徴がある。東部では入り口の部分を掘り残してくびれを造り、その奥に長方形の居室が続く。西部では横穴を一旦掘り抜いて、掘り出した土で作った日干し煉瓦を積んで入り口を設ける。
住居の内側は室内を明るくするために白石灰で塗られるなどの工夫がされる。室断熱性と保温性に優れ、冬は暖かく夏は涼しいが、通風が悪いため湿気が多い欠点もある。寒冷な西部では入り口付近にかまどの排気を利用した床暖房である火炕（カン）を設ける特徴がある。

## ギャラリー

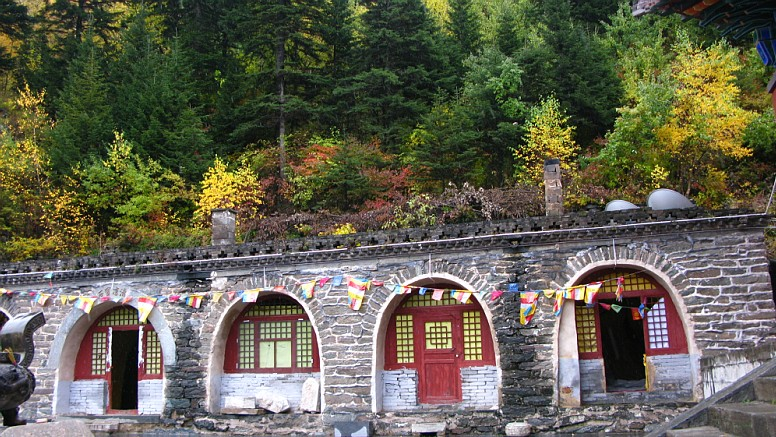
洞穴式
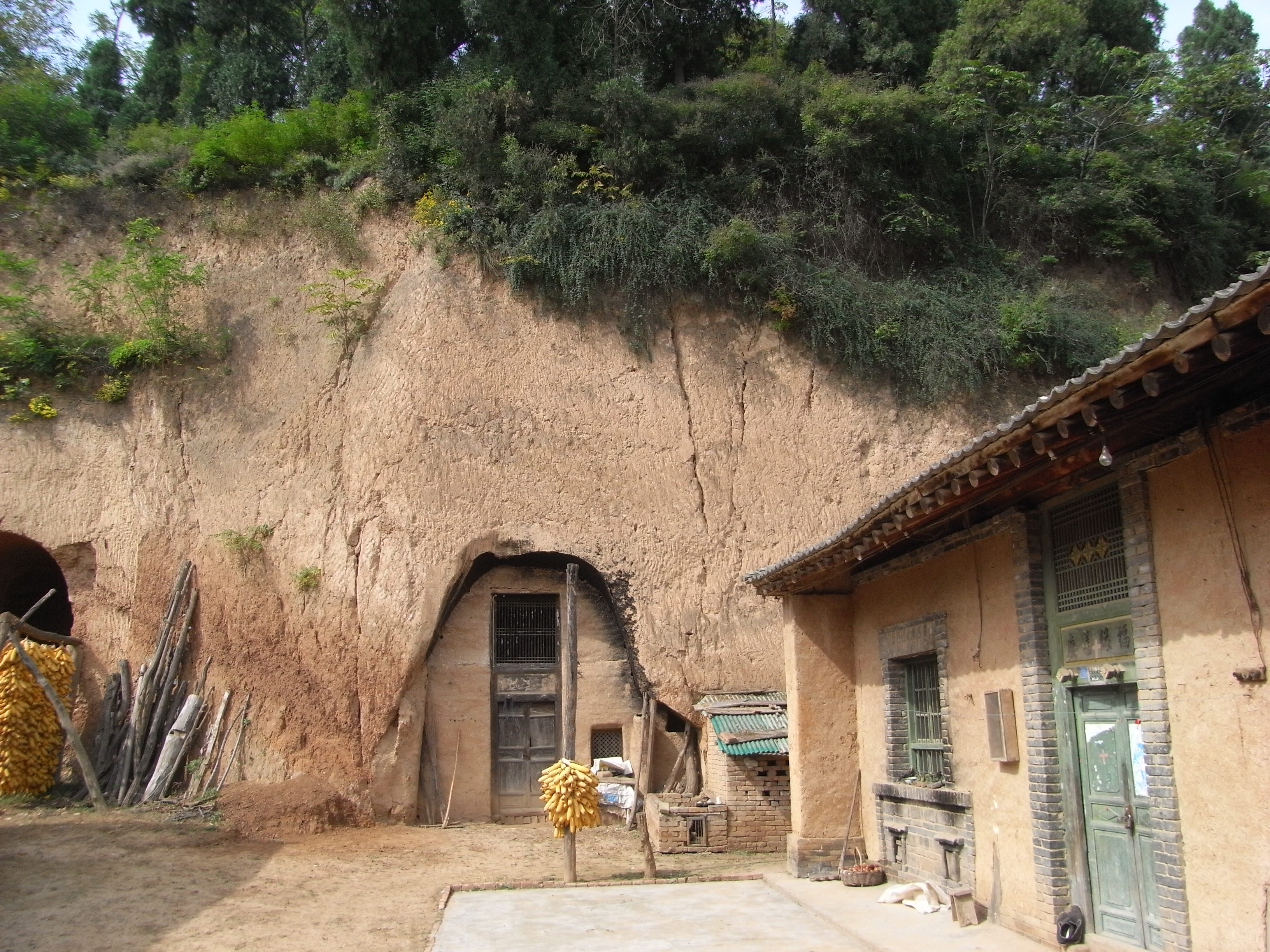
洞穴式
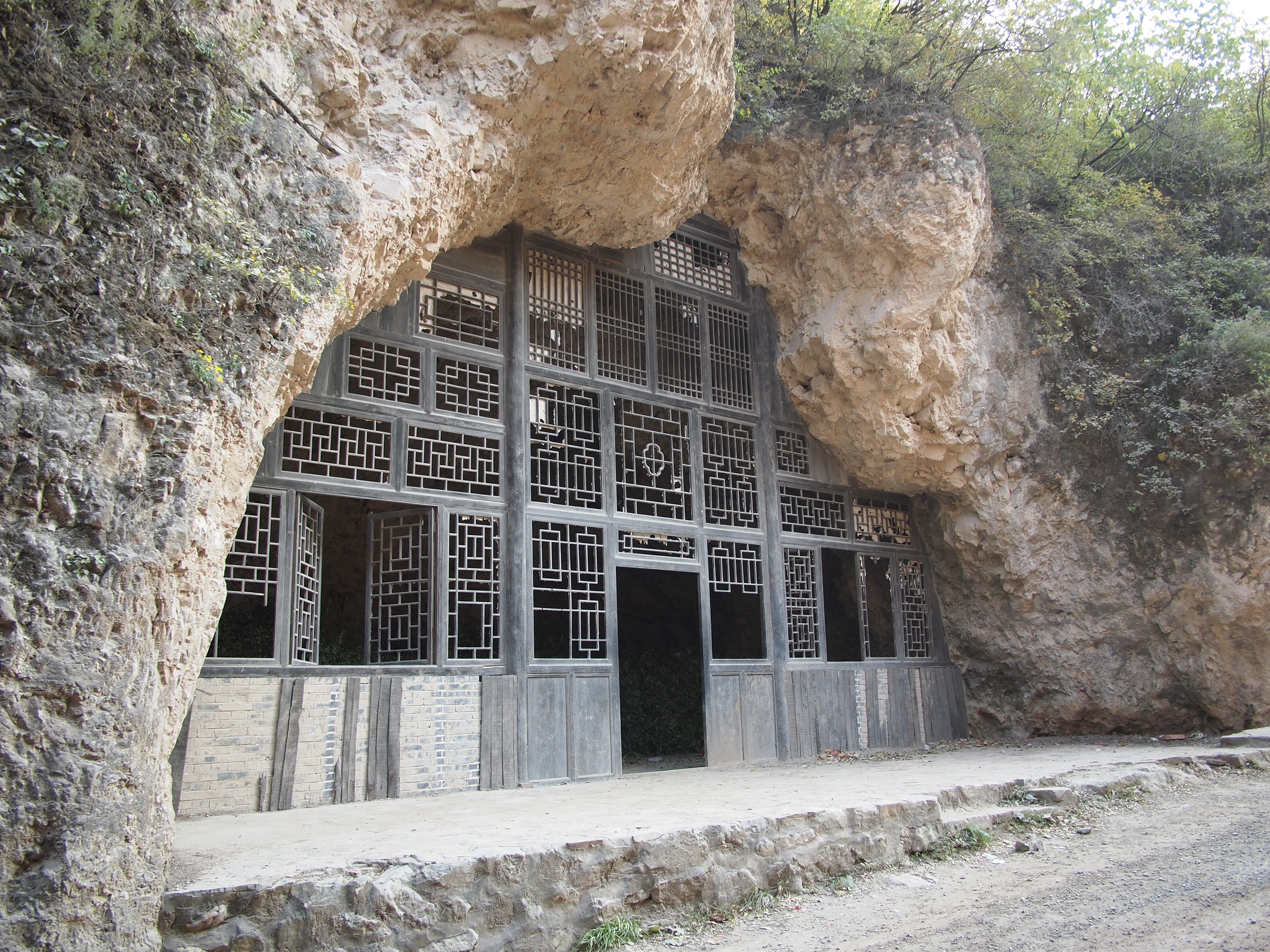
洞穴式
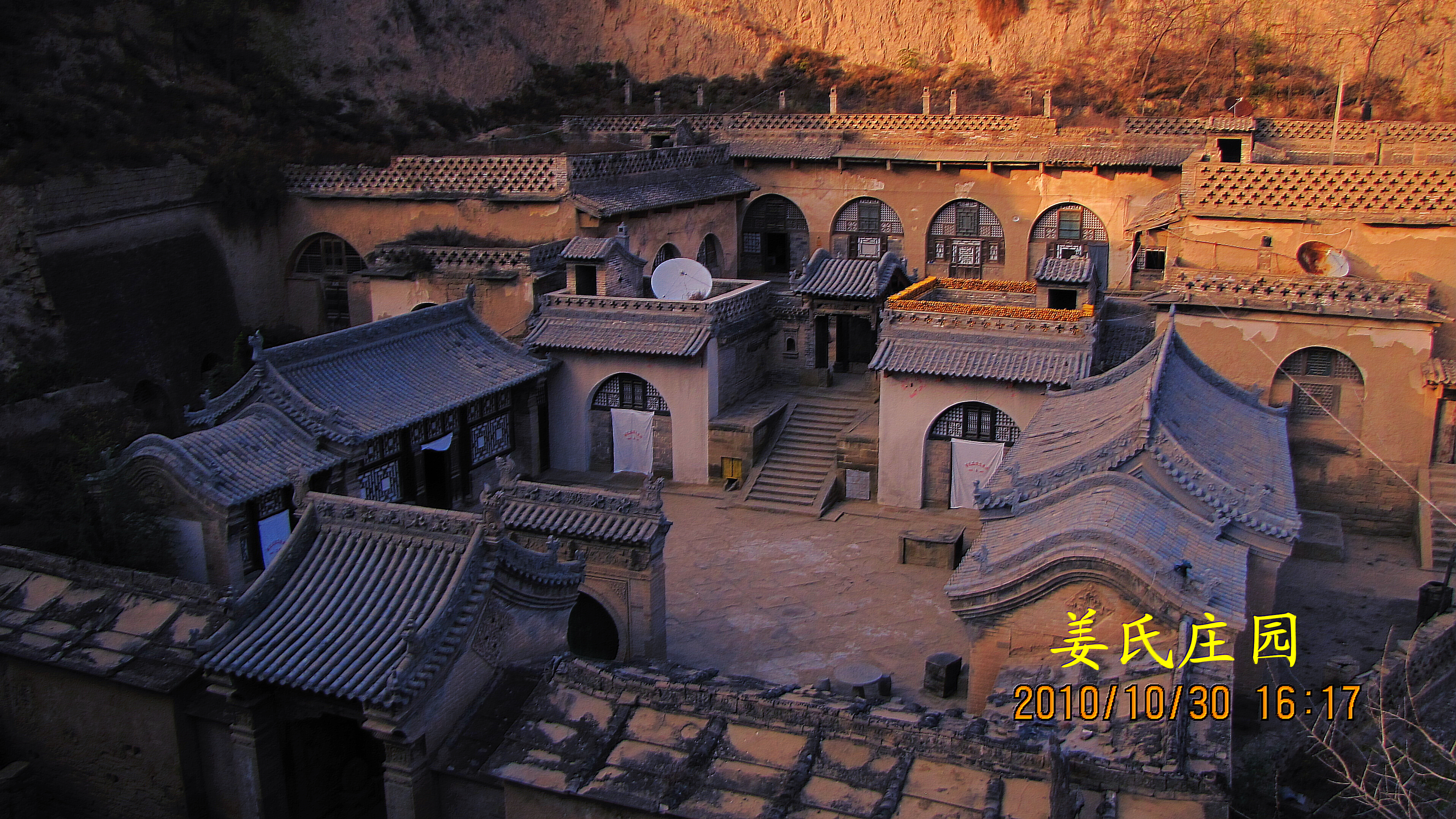
地坑式
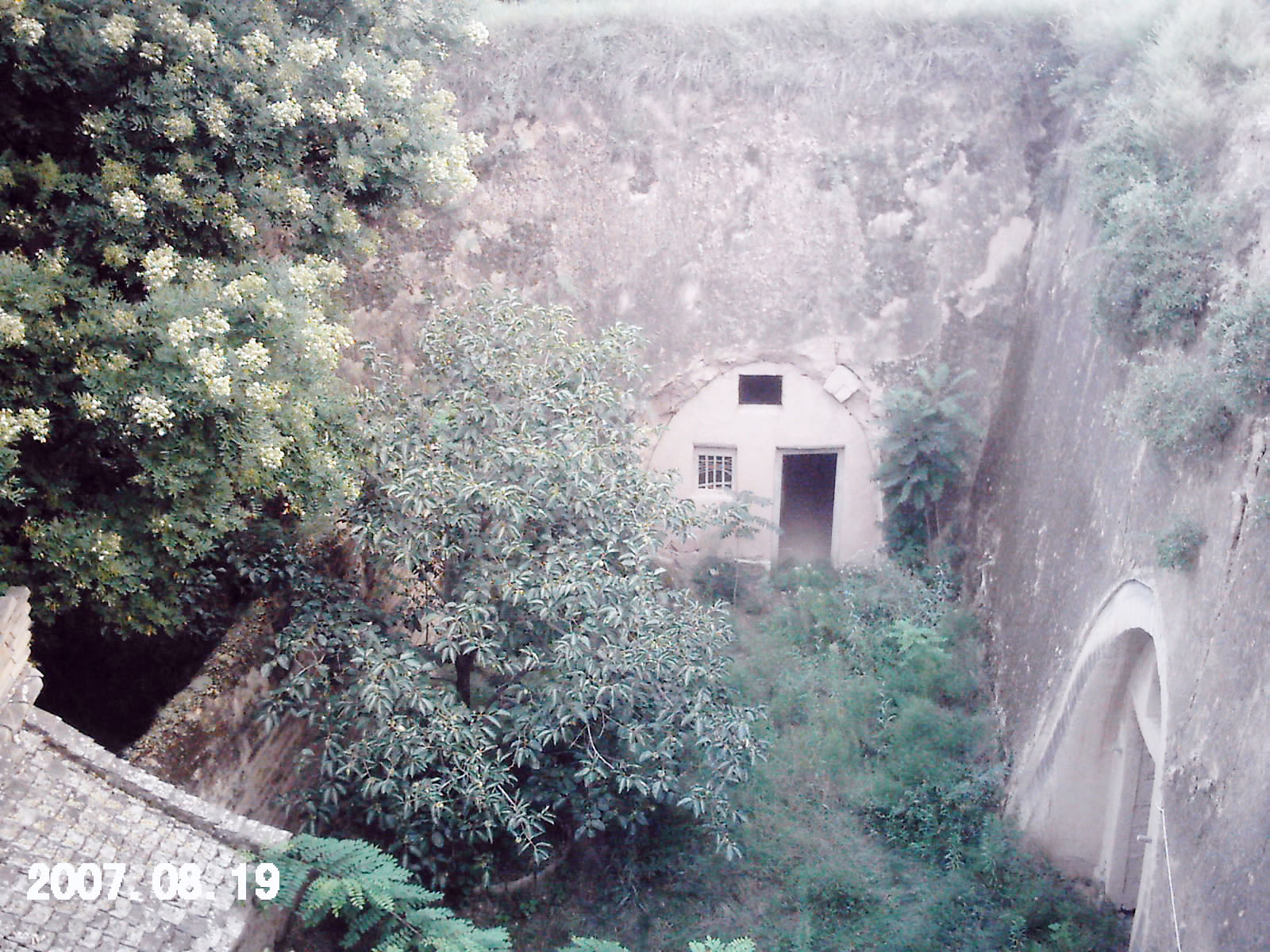
地坑式
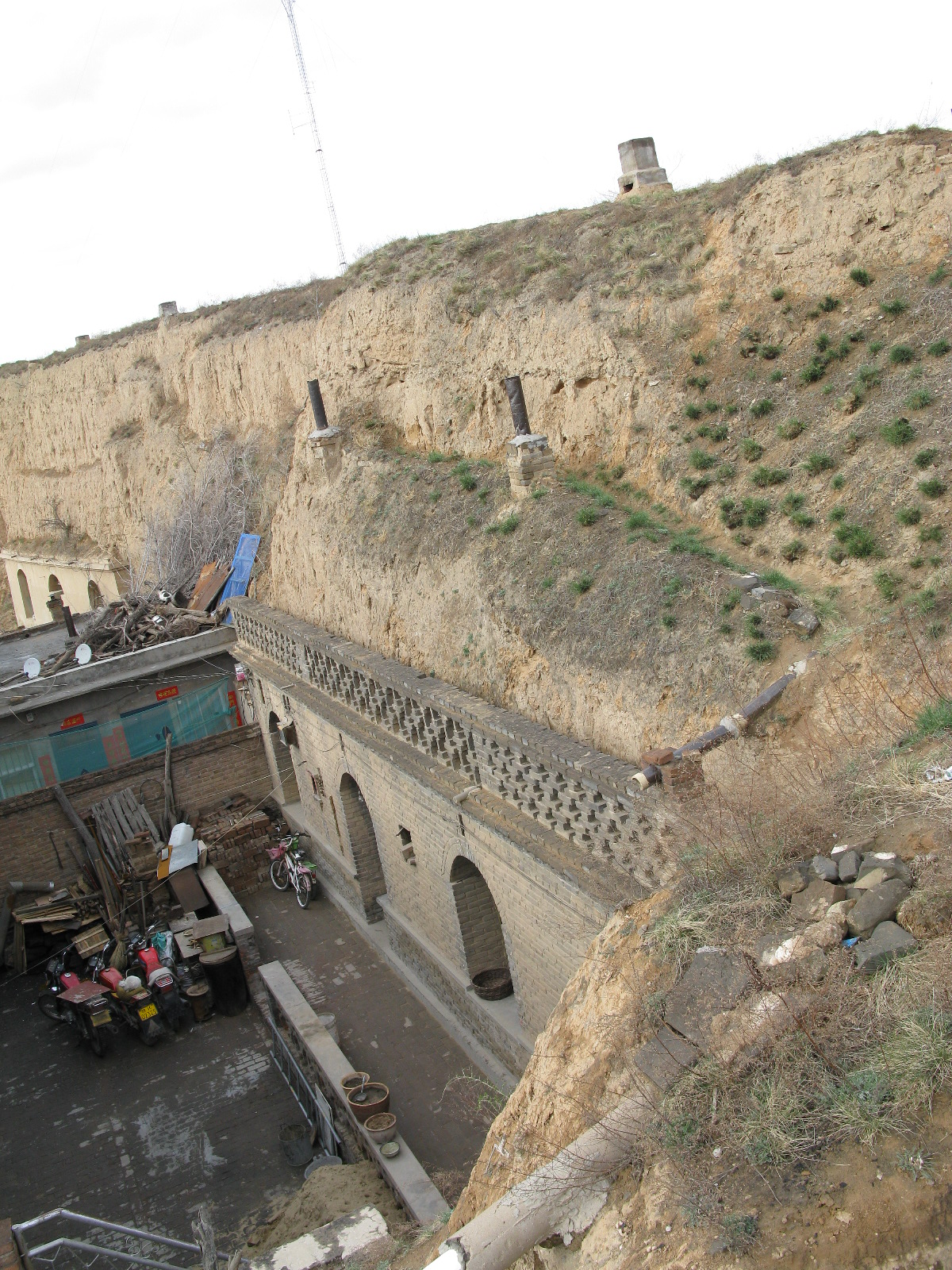
地坑式